# 马恩河畔孔代
马恩河畔孔代（法語：Condé-sur-Marne，法語發音：[kɔ̃de syʁ maʁn]）是法国马恩省的一个市镇，位于该省中部，属于香槟沙隆区。

## 地理
马恩河畔孔代（49°2'43"N, 4°10'46"E）面积12.34 平方千米，位于法国大東部大區马恩省，该省份为法国东北部内陆省份，北起阿登省，西北接埃纳省，西南接塞纳-马恩省，南至奥布省，东南接上马恩省，东临默兹省。
与马恩河畔孔代接壤的市镇（或旧市镇、城区）包括：昂博奈、艾尼、伊斯、雅隆、马恩河畔图尔。

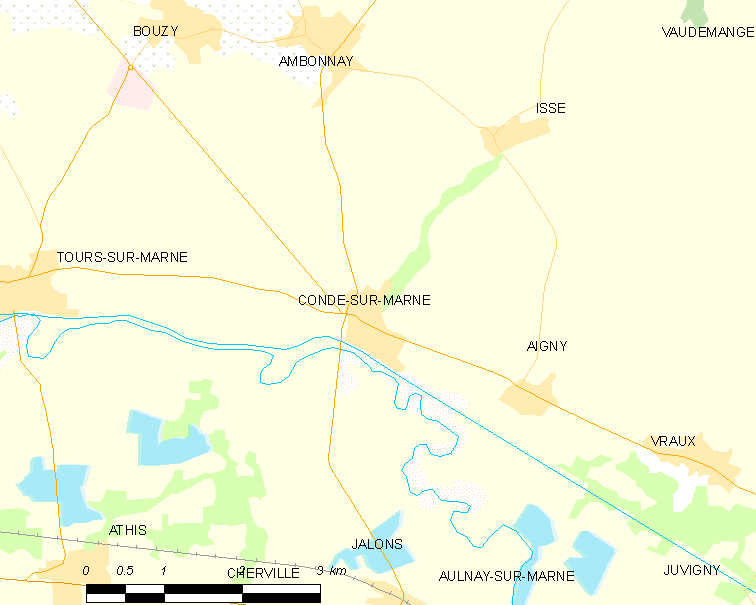
马恩河畔孔代的OSM定位图

马恩河畔孔代的时区为UTC+01:00、UTC+02:00（夏令时）。

## 行政
马恩河畔孔代的邮政编码为51150，INSEE市镇编码为51161。

## 政治
马恩河畔孔代所属的省级选区为香槟沙隆第二县。

## 人口

1962-2008年间马恩河畔孔代人口变化图示

马恩河畔孔代于2022年1月1日时的人口数量为749人。